# Ракушан, Вит
Вит Ракушан (чеш. Vít Rakušan; род. 16 июня 1978 года, Колин, Чехословакия) — чешский государственный и политический деятель. С декабря 2021 года является первым вице-премьером в правительстве Петра Фиалы и министром внутренних дел Чешской Республики.
В период с 2010 до 2019 года был мэром города Колин, в период с 2012 до 2021 года был депутатом регионального собрания Среднечешского края, а в октябре 2017 года был избран депутатом Палаты депутатов Парламента Чехии.
с 2019 года является председателем партии Старосты и независимые.

## Биография
Изучал историю и германистику в университете в Чешских Будеёвицах и школьное управление в Карловом университете.
Занимался репетиторством в области иностранных языков. С 2001 года стал преподавать немецкий язык, историю и политологию в гимназии в Кутной Горе.
От первого брака имеет дочь Агату, после заключения второго брака в сентябре 2015 года, родились сыновья  Матей (октябрь 2017) и Йонаш (апрель 2020 года).
Его отцом является бывший сенатор и депутат городского собрания Колина от ČSSD Ян Ракушан.

## Политическая деятельность

### Региональная политика
Начал активно заниматься политикой с 2010 года, когда на муниципальных выборах возглавил избирательный список «Перемена для Колина» (чеш. Změna pro Kolín) и был избран депутатом городского собрания города Колин. В ноябре того же года городское собрание избрало его мэром города.
Принимал участие в региональных выборах в Среднечешском крае в 2012 году, как беспартийный кандидат в рамках коалиции «TOP 09 и Старосты для Среднечешского края» (чеш. TOP 09 a Starostové pro Středočeský kraj) и был избран депутатом регионального собрания Среднечешского края.
На муниципальных выборах в 2014 году был переизбран депутатом городского собрания и был вновь избран мэром города.
В 2015 году вступил в партию Старосты и независимые. Он занимал должность члена общегосударственного комитета партии и первого заместителя председателя регионального отделения партии в Среднечешском крае. На 7 общереспубликанском съезде партии в мае 2016 года, был избран первым заместителем председателя партии, получив 137 из 144 голосов делегатов (95 %).
На региональных выборах в 2016 году был лидером партийного списка STAN и был переизбран депутатом регионального собрания. В ноябре 2016 года, после формирования коалиции с ANO 2011, был избран заместителем гетмана края по вопросам безопасности и туризма. После распада коалиции в октябре 2017 года был отозван со своей должности.

## Критика

### Стрельба на философском факультете Карлова университета
В связи со стрельбой на философском факультете Карлова университета 21 декабря 2023 года возникли сомнения относительно вмешательства полиции. После нападения министр призывал граждан не распространять слухи и дезинформацию, а сообщать только проверенную полицией информацию. В то же время тот высоко оценил качественную работу чешской полиции. Полиция сообщала, что, поскольку подозреваемый (в связи с убийством в Клановицком лесу) проживао в Среднечешском крае, на его поимку ей не хватило всего несколько дней. В день нападения, министр заявил, что злоумышленник был вдохновлен аналогичной атакой в России и имел аккаунт в Telegram, где использовал кириллицу. Об этих выводах сообщили многие СМИ.
В июне 2024 года в СМИ появилась новая информация, свидетельствующая о деятельности полиции в поисках преступника. Решение не эвакуировать здание факультета на площади Яна Палаха, поведение министра внутренних дел и руководства полиции подверглись критике со стороны некоторых выживших и семей пострадавших и погибших. 20 июня 2024 года мать одной из жертв обвинила министра внутренних дел Ракушана, президента полиции Вондрашека и начальника пражской полиции Матейчка во лжи и отсутствии самоанализа и призвала их уйти в отставку. В июне 2024 года Ракушан оценил вмешательство полиции на факультете следующими словами: «Давайте осознаем, что в акцию постепенно включились 240 человек, которые пытались прочесать весь центр Праги и, используя современные методы, выяснить, где находился человек, идя по горячим следам. И я еще раз говорю, что оглядываясь назад, когда мы знаем, где находился преступник, что произошло, и если бы он все еще находился на улице Целетной, то на данный момент я оцениваю вмешательство как превосходное». Тот также отверг призывы оппозиции к своей отставке, поскольку, по его словам, «в этой безумной трагедии виноват убийца». «Моя задача и моя ответственность как министра внутренних дел — создать на данный момент систему, которая, хотя и не сможет на 100% предотвратить подобные события, но создаст максимальное количество превентивных мер, способных устранить риск».
После того, как в июне 2024 года в СМИ была опубликована новая информация из полицейских документов, министр отказался комментировать вопросы СМИ относительно неясностей и возможных ошибок в поисках преступника, заявив лишь, что он никогда не утверждал, что «полицейская процедура была полностью правильной». Тот также не ответил на вопрос, будет ли он сам или кто-то из руководства полиции извиняться перед выжившими за возможные неправомерные действия полиции до вмешательства в действия стрелка. Еще в июне 2024 года в интервью СМИ тот утверждал, что полиция узнала об убийстве его отца только в 16:00, после стрельбы на факультете, но, согласно опубликованным полицейским записям, полиция знала об этом уже в 13:15.

### Спорные меры в законе «Lex Ukrajina VII»

#### Запрет для получения чешского гражданства гражданам России
Депутат Мартин Экснер при поддержке Вита Ракушана внёс поправку к законопроекту седьмой редакции закона «О некоторых мерах в связи с вооруженным конфликтом на территории Украины, вызванным вторжением войск Российской Федерации», имеющий сокращенное «Lex Ukrajina 7», в котором указано, что условием получения чешского гражданства гражданами России, имеющими длительный срок проживания в Чехии, теперь должен быть отказ от российского гражданства. Предложение было одобрено членами правящей коалиции в Палате депутатов в декабре 2024 года. Для лиц старше пятнадцати лет также будет приостановлена обработка уже поданных заявлений на получение чешского гражданства. На практике это означает, что россиянам, проживающим в Чехии длительное время, фактически невозможно получить чешское гражданство. Однако позднее подлинность этой информации была поставлена под сомнение.
По мнению критиков, предложение является дискриминационной мерой, основанная на принципе коллективной вины. Министр Ракушан отверг критику, заявив, что «Согласно сообщениям всех наших секретных служб, ситуация с безопасностью в Чешской Республике меняется. Действия России представляют для нас явную угрозу безопасности. Устранение этих угроз — не дискриминация, а обязанность». (чеш. Dle zpráv všech našich tajných služeb, se bezpečnostní situace v Česku mění. Ruské aktivity pro nás představují jednoznačnou bezpečnostní hrozbu. Eliminovat tyto hrozby není diskriminace, ale povinnost). По мнению некоторых чешских юристов и политиков, этот законодательная поправка является неконституционным «прилепком» (чеш. Přílepek, то есть поправкой, которая не имеет ничего общего с основным законопроектом) и может быть оспорен в Конституционном суде. Критики также отметили, что новая мера требует сотрудничества с российским государством и в первую очередь коснется представителей русского меньшинства в Чехии, которые публично критиковали режим президента Владимира Путина и российское вторжение на Украину или проявляли симпатии к несистемной российской оппозиции, поскольку для подачи заявления для выхода из российского гражданства и предоставления всех документов российские власти требуют присутствия заявителей на территории России, а заявители должны доказать, что у них нет долгов перед российским государством, в том числе прохождение военной службы, которая является обязательной в России. Существует значительный риск того, что заявители на получение чешского гражданства будут подвергаться строгому контролю и репрессиям на территории России.
Поправку раскритиковали, например, директор Ассоциации миграции и интеграции Магда Фалтова, конституционный юрист из Масарикова университета Павел Кандалец, сопредседатель партии «Зелёные» Габриэла Сваровска и депутаты Пиратской партии. Глава фракции ANO Алена Шиллерова заявила, что оппозиция планирует обратиться в Конституционный суд.

#### Параграф уголовного кодекса за «несанкционированную деятельность в интересах иностранной державы»
Вместе с поправкой об изменении правил предоставления чешского гражданства для граждан Российской Федерации, депутатом Мартином Экснером при поддержке Вита Ракушана, была предложена поправка, которая редактировала уголовный кодекс Чехии и вводила новое уголовное преступление за «несанкционированную деятельность в интересах иностранной державы» (чеш. Neoprávněná činnost pro cizí moc). Новый параграф, по мнению авторов, направлен прежде всего на наказание за деятельность иностранных разведывательных служб, направленную против интересов Чешской Республики, которая до сих пор не охвачена действующими положениями уголовного кодекса о шпионаже.
Данная поправка, также как и предыдущая, была раскритикована некоторыми юристами и политиками, среди которых, были и сенаторы правительственной коалиции. Критики считают, что формулировка в поправке настолько широка, что она вообще не объясняет, что подразумевается под «несанкционированной деятельностью в пользу иностранной державы», которая должна быть наказуемой, если она не запрещена. И что ранее подобная «расплывчатая формулировка» использовалась коммунистическим режимом для преследования и репрессий (например закон «о защите народно-демократической республики» (Закон № 231/1948 Сб.) и последующие). Закон вместе с поправками был принят Палатой депутатов, прошёл Сенатом (без его одобрения) и была подписана президентом Петром Павелом. Министр юстиции Павел Блажек пообещал, что поправка будет доработана. Оппозиция объявила, что подаст жалобу в Конституционный суд.

## Награды
- Орден князя Трпимира (5 июня 2023, Хорватия)[40]
- Великий офицер ордена Звезды Румынии (15 сентября 2023, Румыния)[41]

В 2016 году Вит Ракушан был включен в рейтинг 100 величайших новаторов Центральной и Восточной Европы, который опубликовала престижная международная газета Financial Times.